# Veliki Vrh (gmina Cirkulane)
Veliki Vrh – wieś w Słowenii, w gminie Cirkulane. W 2018 roku liczyła 118 mieszkańców.